# Ткаченко Володимир Борисович
Володимир Борисович Ткаченко (нар. 10 листопада 1972, Херсон) — український рок-музикант, автор пісень. Один із засновників і постійний учасник групи «Ундервуд».

### Шкільні роки
З 1-го по 3-й клас Володимир Ткаченко навчався у Херсонській середній школі № 7. З 4-го по 8-й клас — у Херсонській середній школі № 30. Одночасно навчався в дитячій музичній школі № 2 по класу фортепіано у педагога Герасименко Валентини Дмитрівни. Після 8-го класу вступив до Херсонського медичного училища, яке закінчив у 1991 році з дипломом фельдшера.

### Інститут і лікарська діяльність
У 1991 році Володимир Ткаченко вступає до Кримського державного медичного інституту у м. Сімферополь, де разом з Максимом Кучеренком у 1995 році створює групу Ундервуд. У 1997 році після закінчення медичного інституту повертається до Херсона, де працює анестезіологом-реаніматологом в міській лікарні Суворовського (Центрального) району.

### Професійний творчий шлях
У квітні 2000 році Володимир Ткаченко переїжджає до Москви, де вирішує продовжити музичну діяльність. Записавши на касету під гітару кілька пісень, він зустрічається з відомим продюсером «Снігурі Музика» Олегом Нестеровим. Репертуар зацікавив Олега Нестерова. Він пропонує продюсування групи, а сам, за власним визнанням, протягом усього літа слухає касету, подаровану Володимиром Ткаченком.
Влітку 2000 року Ткаченко пропонує працюючому лікарем-психіатром в одній з лікарень міста Севастополя Максиму Кучеренко переїхати до Москви і продовжити творчу діяльність.
Володимир Ткаченко — соліст групи Ундервуд, автор текстів і музики пісень групи, а також автор трьох віршованих збірок в рівній мірі з Максимом Кучеренко.
2013 — стал лауреатом Волошинської премії «За вклад поезії в музику». Отримав посвідчення Члена Спілки Російських Письменників.

### Творча діяльність поза групою Ундервуд
Володимир Ткаченко — автор музики до вистав «Яблучний злодій» (2003), «Хазяйка готелю» (2007) і музики до фільму «Відкрийте, Дід Мороз» (2007).
Автор текстів до сольних альбомів Олександра Кутікова «Демони любові» (2009) і «Нескінченно-миттєво» (2015).
Автор пісень для Нонни Гришаєва «Вона в цій ролі» (2013) і Олександра Демидова «Маски» (2012).

## Особисте життя
Дружина Світлана. Донька Софія.